# امنیت زنان و دختران
میزان امنیت زنان و دختران (به انگلیسی: Safety of girls and women) در کشورهای مختلف متفاوت است. شکایات زنان از خشونت جنسی و جنسیتی و عدم امنیت ناشی از آن در محیط کار انواع مختلف دارد: رفتارهای کلامی، روانی و فیزیکی که منجر به آزار جنسی زنان می‌شود.
افزایش بیکاری در جامعه و پایین آمدن سطح حمایت از زنان شاغل می‌تواند منجر به تحمل آزار و فشارهای مردان در محیط کار شود و از آنجا که در مسائل ناموسی اغلب قربانی محکوم می‌شود زنان ترجیح می‌دهند تحمل کنند و دم نزنند مبادا کار خود را از دست بدهند.
دربارهٔ امنیت جنسی زنان و از بین بردن احساس ناامنی آن‌ها در فضاهای عمومی دیدگاه‌های متفاوتی مطرح است. دراین میان، برخی بر این عقیده‌اند که پوشش بدن می‌تواند عاملی در جهت کاهش مزاحمت‌های جنسی و تجربه‌های ناخوشایند زنان باشد و احساس امنیت آنان را در مکان‌های عمومی افزایش دهد. زنان به دلیل فیزیک بدنشان ممکن است تجربه‌های گوناگونی را تجربه کنند، یکی از جدی‌ترین آسیب‌هایی که آنان را تهدید می‌کند احساس ناامنی و ترس از مواجهه با آزارهای جنسی است و با وجود تدابیر امنیتی و حفاظتی برای شهروندان، این مشکل به یکی از دغدغه‌های مشترک زنان در شهرهای جهان تبدیل شده‌است.

## در ایران
در همه جا اعم از خیابان، مترو، تاکسی، دانشگاه، مراسم تشیع جنازه یک چهره سرشناس چون آیت ا.. هاشمی یا در فضای مجازی، در هر مکان و وضعیتی مردانی برای ایجاد مزاحمت آماده به خدمت هستند، مزاحمت‌هایی که نوعاً جنسی بوده و از آزار کلامی گرفته تا آزار بدنی به اشکال گوناگون بر سر زنان آوار می‌شوند
در ایران بر اساس ماده ۶۱۹ قانون مجازات اسلامی وفق این ماده رفتارهای چون متلک پراندن، لمس بانوان به‌هر شکل، نگاه کردن‌های آزاردهنده و نامتعارف، سد کردن راه بانوان و تعقیب بانوان به قصد مزاحمت همگی جرم و مستوجب مجازات هستند. البته اگر الفاظی رکیک به عنوان توهین یا متلک به‌کارگرفته شوند، می‌تواند مستوجب مجازات قذف مردان نیز بشود که مجازات آن ۸۰ ضربه تازیانه است.
براساس آخرین تحقیقاتی که چندسال پیش توسط یک مرکز تحقیقاتی خصوصی انجام شد، هر زن یا دختری در جوامع شهری در ایران به میزان مسافتی که طی می‌کند یا مدت زمان حضورش در سطح خیابان‌ها، در هر تردد شهری، بین یک تا ۲۰ بار به لحاظ مزاحمت‌های کلامی، فیزیکی و چشمی (نگاه نامناسب و آزاردهنده) از سوی برخی مردان مورد آزار و اذیت قرار می‌گیرد.
زهره الهیان، کارشناس مسائل زنان و نماینده سابق مجلس شورای اسلامی در گفت‌وگو با خبرنگار اجتماعی خبرگزاری تسنیم، اظهار داشت: امنیت بانوان در تردد شهری موضوع بسیار قابل توجهی است که باید نگاه ویژه و شایسته به این امر داشته باشیم چراکه بانوان ایرانی باید با امنیت بیشتر در شهر تردد و مشغول به کار باشند.

### خانه‌های امن
در خانه‌های امن زنان و دخترانی پذیرش می‌شوند که به دلایل مختلف مورد آسیب قرار گرفته باشند و از خانه و خانواده رانده شده‌اند. این خانه‌ها مکانی بسیار امن برای این افراد به‌شمار می‌آید و هر چند افراد در این خانه‌ها تحت کنترل و نظارت هستند اما زندانی نیستند و دچار محدودیت‌های آنچنانی خاصی نخواهند شد.